# Evangelický kostel (Blažkov)
Evangelický kostel v Blažkově je chrám Páně sboru Českobratrské církve evangelické v Blažkově.

## Historie
Modlitebna v Blažkově byla postavena až ve 20. století, po druhé světové válce bylo mladými evangelíky z Brna u obce Sázava vybudováno školící středisko s názvem Středisko biblických kurzů "Sázava", to však v roce 1955 bylo zrušeno, protože místo bylo předáno armádě. V roce 1956 pak ČCE získal pozemek u obce Blažkov, kdy pak středisko bylo přejmenováno na Středisko biblických kurzů I. a II. sboru ČCE v Brně "Blažkov". Samotná modlitebna v Blažkově byla postavena v roce 1926.

## Galerie

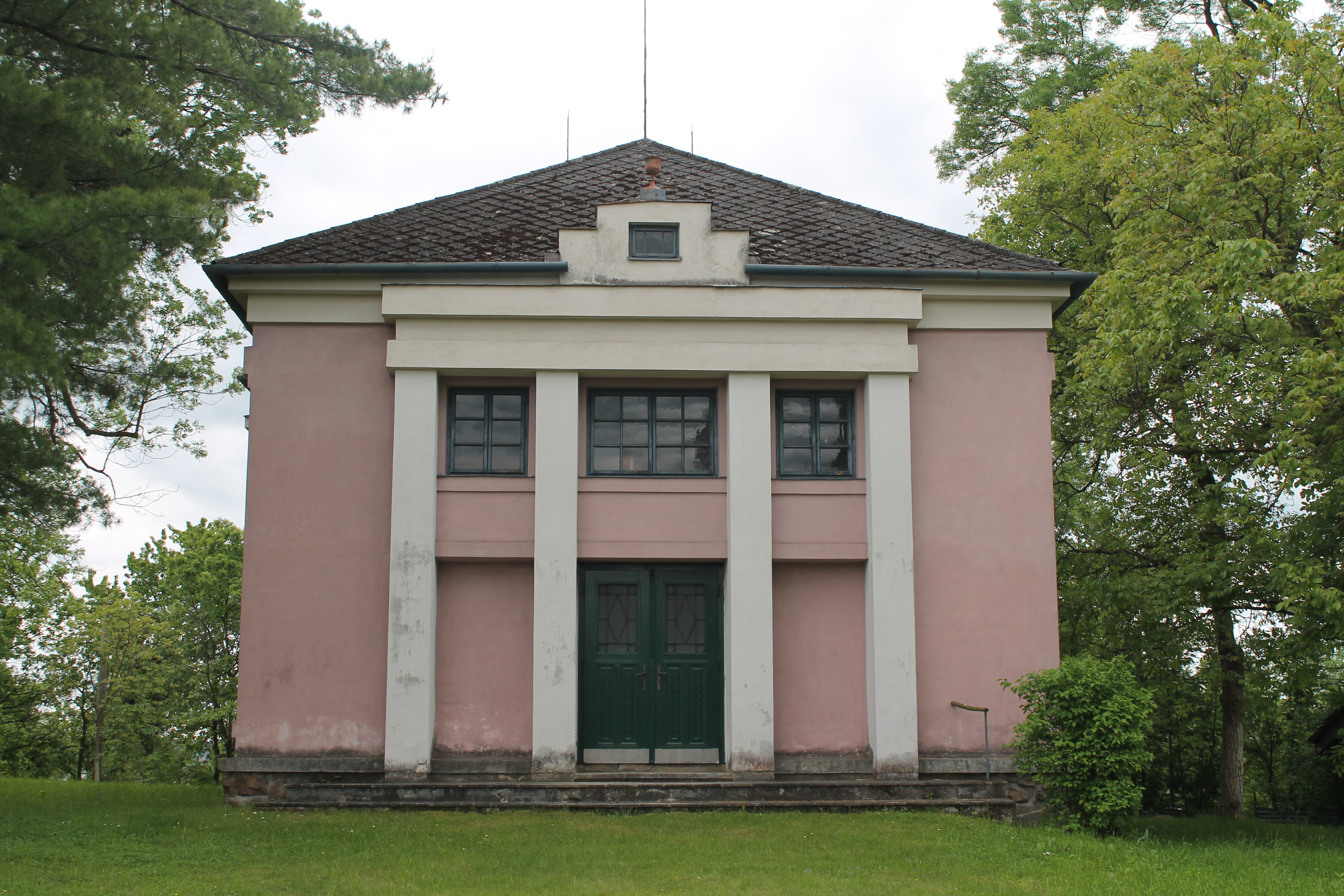
Vstupní průčelí kostela
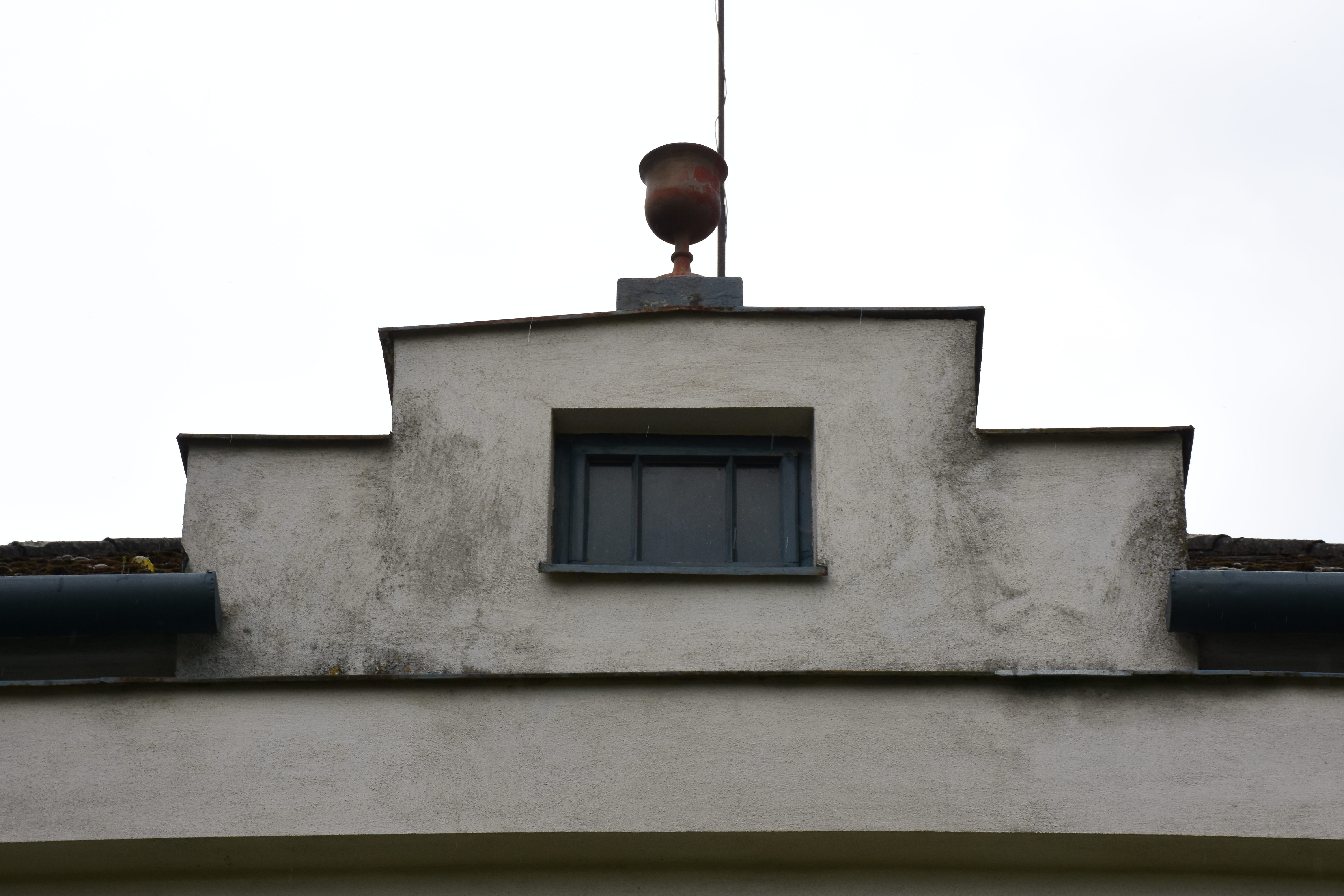
Kalich nad vstupem
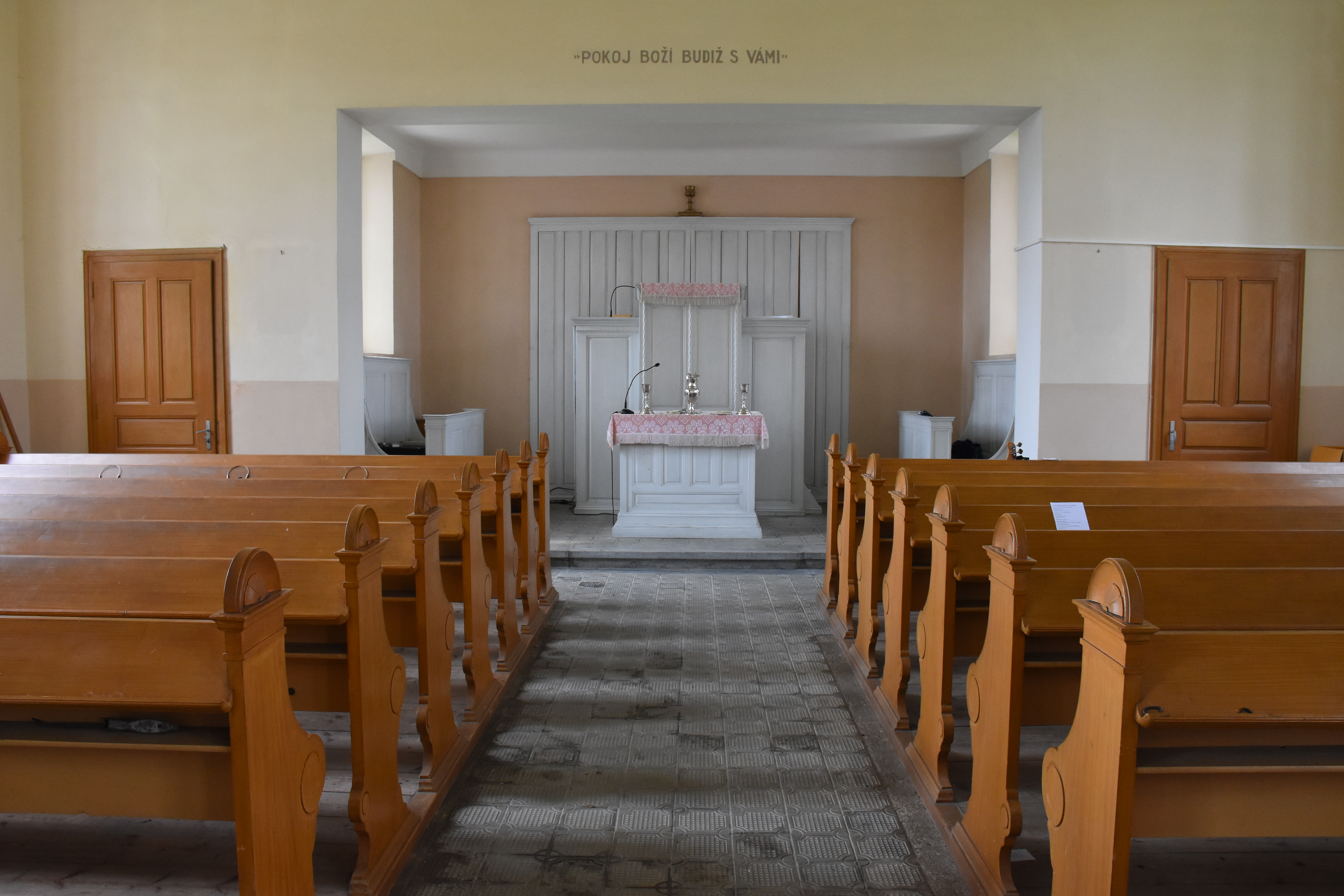
Interiér kostela
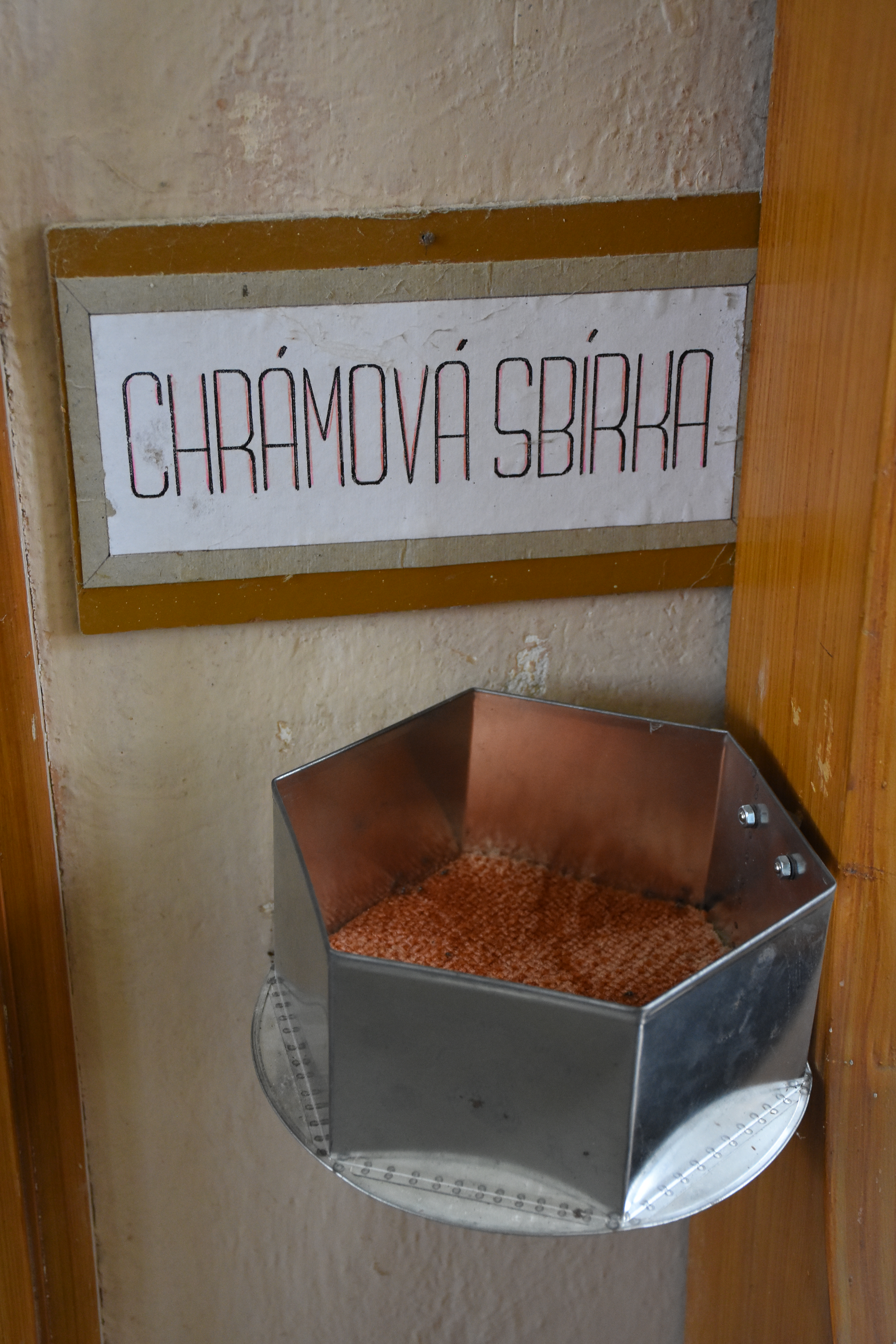
Miska pro chrámovou sbírku